# Flying Lizard Motorsports
Flying Lizard Motorsports – amerykański zespół wyścigowy, założony w 2003 roku przez Setha Neimana. Obecnie zespół startuje w United Sports Car Championship oraz Petit Le Mans. W przeszłości ekipa pojawiała się także w stawce 24h Daytona, 12 hours of Sebring, Rolex Sports Car Series, Grand-Am Sports Car Series, 24-godzinnego wyścigu Le Mans, American Le Mans Series oraz Intercontinental Le Mans Cup. Siedziba zespołu znajduje się w Sonomie.

## Sukcesy zespołu
- American Le Mans Series

2008 - klasa GT2 - Porsche 911 GT3 RSR (Wolf Henzler, Jörg Bergmeister) oraz tytuł w klasyfikacji zespołów
2009 - klasa GT2 - Porsche 911 GT3 RSR (Patrick Long, Jörg Bergmeister) oraz tytuł w klasyfikacji zespołów
2010 - klasa GT2 - Porsche 911 GT3 RSR (Patrick Long, Jörg Bergmeister)
2013 - klasa GTC - Porsche 911 GT3 RSR - tytuł w klasyfikacji zespołów
2013 - klasyfikacja debiutantów - Porsche 911 GT3 RSR (Nelson Canache Jr)